# Ambicodamus marae
Espèce
Ambicodamus marae est une espèce d'araignées aranéomorphes de la famille des Nicodamidae.

## Distribution
Cette espèce est endémique d'Australie-Occidentale. Elle se rencontre sur le plateau Darling.

## Description
Le mâle holotype mesure 5,75 mm et la femelle paratype 5,02 mm.

## Étymologie
Cette espèce est nommée en l'honneur de Mara Blosfeld.

## Publication originale
- Harvey, 1995 : The systematics of the spider family Nicodamidae (Araneae: Amaurobioidea). Invertebrate Taxonomy, vol. 9, no 2, p. 279-386.